# Сиух (Хасавюртовский район)
Сиух (кум. Салах-отар, чечен. Салахь-Эвла, авар. Сивухъ, карат. Речавул Сивухъ) — село в Хасавюртовском районе Дагестана Россия.
Образует муниципальное образование село Сиух со статусом сельского поселения как единственный населённый пункт в его составе.

## География
Расположено к северу от города Хасавюрта.

## История
Хутор до 1957 года носил название Салах-отар. Вновь заселён в 1957 году переселенцами из сел Верхний Сиух (Гендерген) и Нижний Сиух (Зандак-Ара) бывшего Андалалского района (Ножайюртовский район Чечни), в которые  они, в свою очередь, были переселены после депортации чеченцев 1944 году, из села Сиух Гумбетовского района.

## Население
| 1939  | 1959  | 1970  | 1989  | 2002  | 2010  | 2012  |
| ----- | ----- | ----- | ----- | ----- | ----- | ----- |
| 13    | ↗967  | ↗1975 | ↗2746 | ↗3199 | ↗3313 | ↗3398 |
| 2013  | 2014  | 2015  | 2016  | 2017  | 2018  | 2019  |
| ↗3438 | ↗3540 | ↗3597 | ↗3646 | ↗3701 | ↗3737 | ↗3777 |
| 2020  | 2021  | 2023  | 2024  | 2025  |       |       |
| ↗3818 | ↗4567 | ↗4575 | ↗4671 | ↗4676 |       |       |

Национальный состав
Сиух - каратинское переселенческое село в Хасавюртовском районе, жители которого говорят на сивухском говоре каратинского языка.